# NGC 5613
NGC 5613 là một thiên hà hình hạt đậu (loại S0a) trong chòm sao Mục Phu. Đây là một phần của tập hợp Arp 178 của các tương tác thiên hà, cùng với NGC 5615 và NGC 5614.